# Засурское
Засурское — село Лунинского района Пензенской области. Административный центр Засурского сельсовета.

## География
Находится в 6 км от районного центра, в 60 км севернее от города Пенза.

## История
Первые упоминания о поселении относятся к началу XVIII века. Оно было расположено на владениях дворянина Неклюдова. Позже ими владел род Владыкиных. С 1748 года встречается название деревня Неклюдовка.
В царские времена это поселение было центром Екатериновского сельсовета и называлось Кнорриным садом, по фамилии помещика П. К. Кнорре, часть его усадьбы до сих пор сохранилась и там до сих пор живут люди. Эта усадьба была центральной в совхозе имени 9 Января, образованного на базе имения П. К. Кнорре в мае 1918. Площадь этих владений составляла 1240 га земельных угодий, в том числе 56 га сада.
С 15 сентября 1925 года поселение называли просто 9 Января. Эта дата является памятной датой расстрела рабочей демонстрации в Петербурге в 1905 году.
С 1926 года совхоз имени «9 Января» входил в состав Карауловского сельсовета Пензенского уезда. С 1959 года село перешло в управление Иванырсенского сельсовета.
В 1960-70-х годах здесь построили плодоперерабатывающий завод.
В 1992 г. указом ПВС РФ населённый пункт центральной усадьбы совхоза имени 9 Января переименован в село Засурское.

## Население
| 1748 | 1782 | 1864 | 1910 | 1926 | 1930 | 1959 |
| ---- | ---- | ---- | ---- | ---- | ---- | ---- |
| 16   | ↗177 | ↘169 | ↘95  | ↘87  | ↗130 | ↗505 |
| 1979 | 1989 | 1996 | 2002 | 2010 |      |      |
| ↗883 | ↘781 | ↗834 | ↘811 | ↘652 |      |      |

Население села, чел:
- 1748 — около 16
- 1864—169
- 1926 — 19
- 1930 — 32
- 1959—505
- 1979—883
- 1989—781
- 1996—834

## Инфраструктура
Площадь земельных угодий около 3,6 тыс. га. Дороги заасфальтированы, проведен газ.
В сельском поселении имеются дом культуры, медицинский пункт, школа, жилые дома.
Достопримечательностью села является «Кноррин сад», плодопитомник, центральная усадьба.
Также в селе установлен памятник «Бюст земляка» в память Герою Советского Союза летчика-истребителя Н. С. Артамонова, родившегося в этом селе.

## Известные уроженцы
- Сергей Викторович Кустов (1971—2001) — майор внутренних войск, Герой Российской Федерации.